# Edgar Vincent d'Abernon
Edgar Vincent (19 août 1857 - 1er novembre 1941), premier vicomte d'Abernon, est un homme politique, diplomate et écrivain britannique.

## Biographie
Edgar Vincent est conseiller financier du gouvernement égyptien de 1883 à 1889, gouverneur de la Banque impériale ottomane de 1889 à 1897 et ambassadeur britannique à Berlin de 1923 à 1926, où il se lie d'amitié avec Gustav Stresemann et encadre les accords de Locarno.

## Distinctions
- Ordre du Bain